# Auvers (Haute-Loire)
Auvers (bis 1900 Nozeyrolles) ist eine französische Gemeinde mit 48 Einwohnern (Stand 1. Januar 2022) im Département Haute-Loire in der Region Auvergne-Rhône-Alpes (vor 2016 Auvergne). Sie gehört zum Arrondissement Brioude und zum Kanton Gorges de l’Allier-Gévaudan.

## Geographie
Auvers liegt im Zentralmassiv, etwa 39 Kilometer westsüdwestlich von Le Puy-en-Velay. An der südöstlichen Gemeindegrenze verläuft der Fluss Desges, im Westen sein späterer Zufluss Gourgueyre. Die Gemeinde grenzt im Westen an das Département Cantal und im Südwesten am 1497 m hohen Mont Mouchet an das Département Lozère. Nachbargemeinden von Auvers sind Pinols im Nordwesten und Norden, Desges im Norden und Nordosten, La Besseyre-Saint-Mary im Osten und Süden, Paulhac-en-Margeride im Süden und Südwesten sowie Clavières im Südwesten und Westen.

## Bevölkerungsentwicklung
| Jahr                       | 1962 | 1968 | 1975 | 1982 | 1990 | 1999 | 2006 | 2011 | 2020 |
| Einwohner                  | 161  | 147  | 125  | 103  | 86   | 67   | 61   | 61   | 49   |
| Quellen: Cassini und INSEE |      |      |      |      |      |      |      |      |      |

## Sehenswürdigkeiten
- Kirche Saint-Pierre, um 1900 errichtet
- Widerstandsmuseum und -Mahnmal am Mont Mouchet

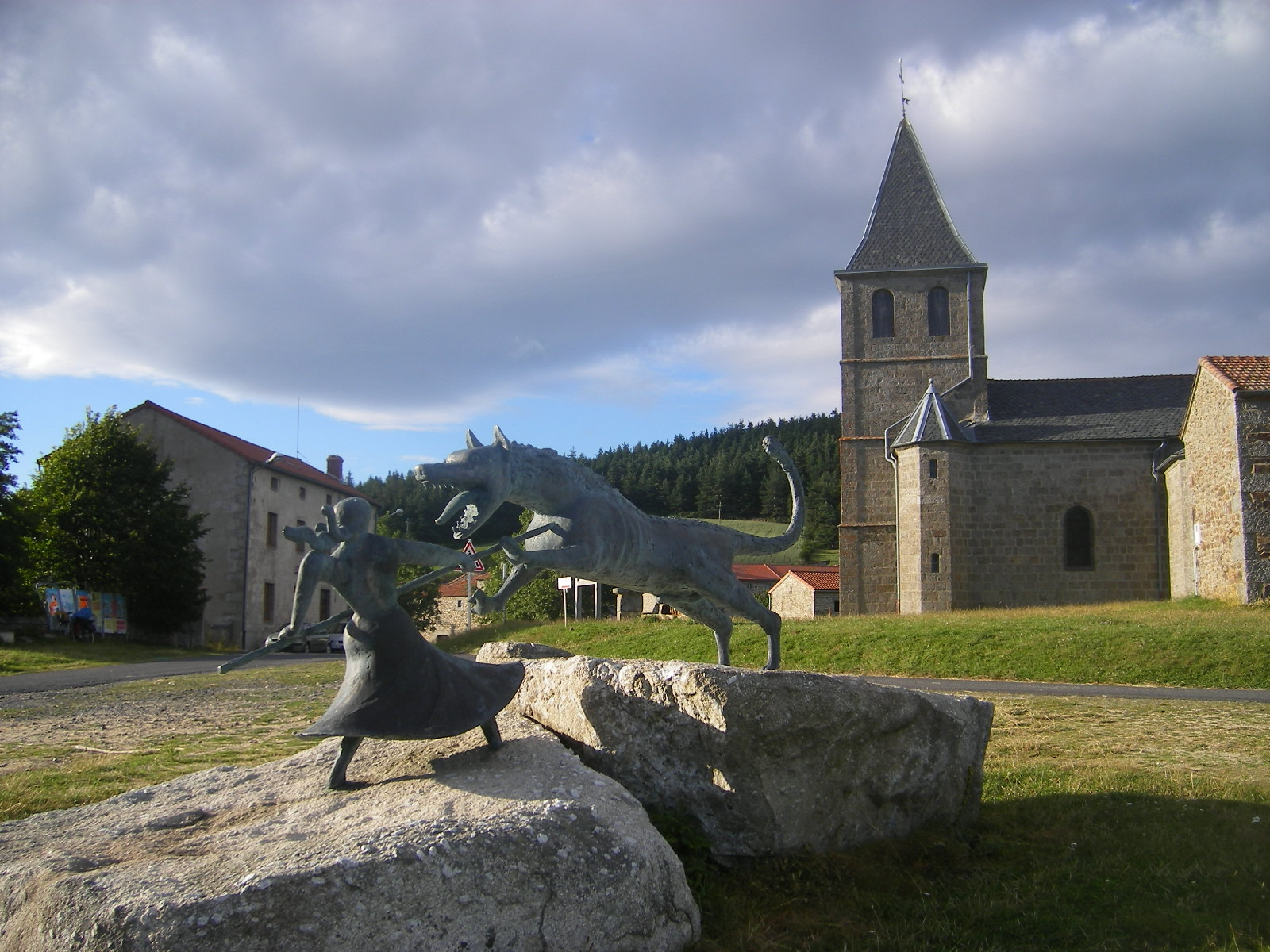
Kirche Saint-Pierre
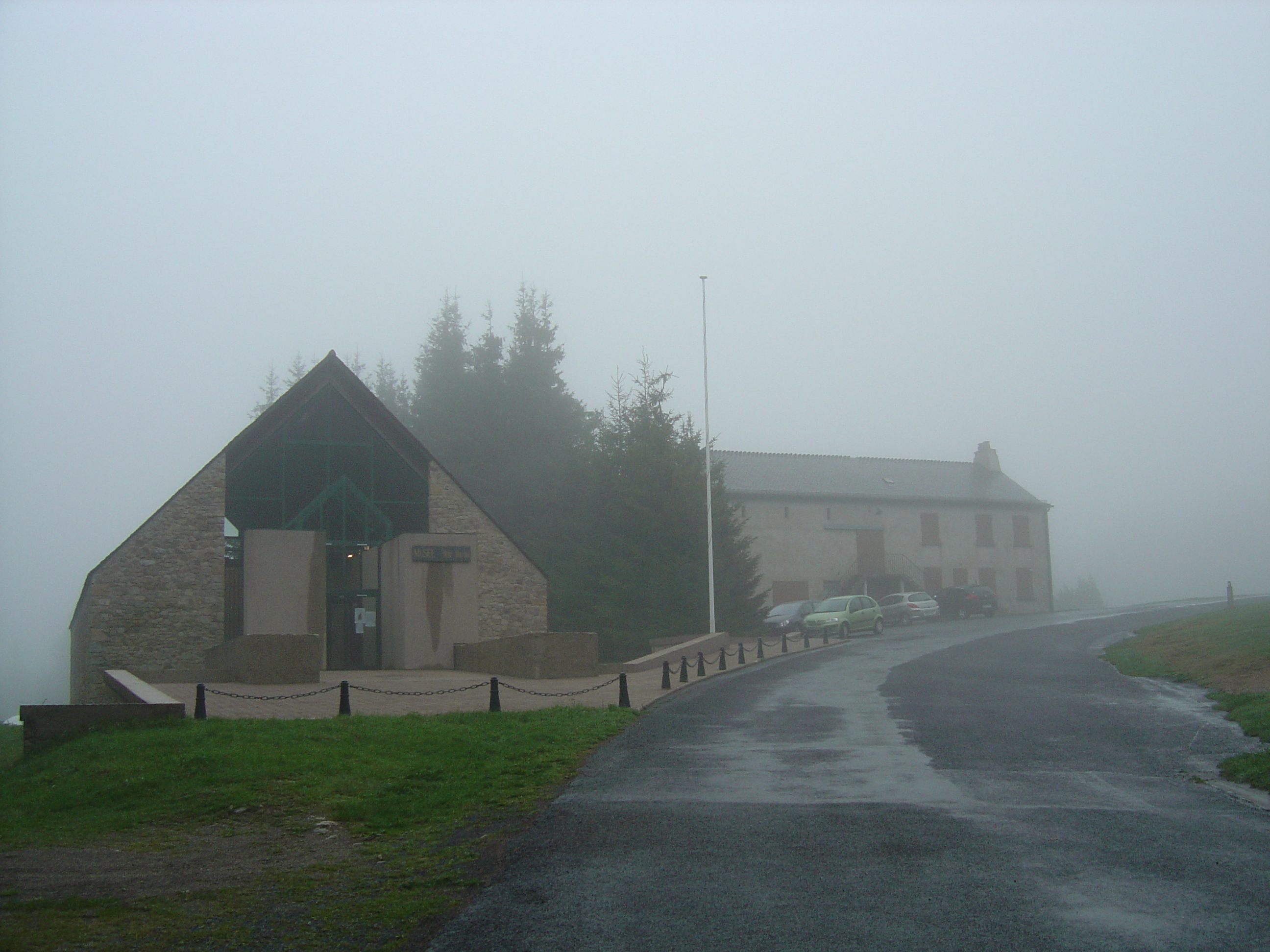
Museum der Résistance